# Превземане на Гибралтар
Превземането на Гибралтар е сред ключовите събития от Войната за испанското наследство. То се случва между 1 и 4 август 1704 г. от англо-холандска ескадра под командването на адмирал Джордж Рук. От този момент, въпреки многобройните опити на Испания да си върне тази стратегическа позиция, Гибралтар служи като врата на британското присъствие в Средиземно море.

## Историческа ситуация
По време на Войната за испанското наследство на испанския трон се установява френският принц (и внук на Луи XIV) Филип д'Анжу. Това превръща Испания във френски съюзник, докато държавите от Великия съюз (Австрия, Англия и Холандия), подкрепени от Португалия и Савоя се обявяват в подкрепа на австрийския кандидат Карл (Карлос ІІІ). Оттук е логично, че морските сили замислят атаки срещу Испания. През 1702 г. опитват да превземат важното пристанище Кадис и пленяват част от корабите натоварени със сребро в залива на Виго (битката при Виго). През 1703 г. те стоварват войски в Португалия и опитват да вдигнат на въстание североизточните провинции Арагон, Валенсия и Каталония.
Начело на средиземноморския флот застава сър Джордж Рук. Първата му мисъл е да атакува френското пристанище Тулон, но отстъпва при вида на мощните му фортификации. Постепенно той отчита основния проблем на своята позиция – че в този регион корабите му нямат нито една сигурна база. Според някои историци той решава да превземе малката испанска крепост от срам и безсилие и защото не желае да се върне в Англия без да е постигнал нищо.

## Превземане
Гибралтар се намира на брега на известния Гибралтарски проток, на малко полуостровче, свързано с континента през тесен провлак. Представлява мощна скала с височина 426 м, от която се вижда голяма част от морето и сушата. На западния бряг се намира малката крепост, чийто комендант Диего Салинас разполага с амортизирана артилерия от 20 оръдия и едва 80 души защитници. От друга страна Рук има 71 бойни кораба, 4000 оръдия и 9000 войници. На 1 август отряди командвани от принца на Хесен-Дармщат заемат провлака, тоест единствената връзка със сушата. Рук пуска котва пред града и изисква безусловната му капитулация. Въпреки неравното съотношение Салинас отказва да се предаде и на 3 август английската атака започва. Мощният артилерийски обстрел (изстреляни са 15 000 снаряда) драматично не съответства на силите на защитниците. Той продължава пет часа и завършва тогава, когато мястото се превръща в пълна развалина. Следобед Рук дава сигнал за сухопътна атака и лодките започват да превозват английските войници. На следващия ден над крепостта се развява тяхното знаме. Адмиралът дава възможност на населението (около 6000 души) да напусне мирно и да се пресели във вътрешността.

## Опити за прогонване на англичаните
Испанският крал веднага разбира каква загуба е претърпяла страната му и с френска помощ обсажда Гибралтар. Обсадните войски се командват от маршал Рене дьо Тесе. От Барселона приближава флотът на Франция под командването на граф дьо Тулуз. На 24 август се разиграва най-голямата морска битка от войната – битката при Малага, и макар че французите имат леко превъзходство, те се отказват от помощта за Гибралтар. Първата обсада продължава от октомври 1704 до април 1705 г. и завършва без успех. До края на войната френско-испанските сили още два пъти заплашват града.
Обсадите продължават и през следващите години (през 1727 и 1779 – 1783), но всеки път трудните условия попречват да се реализира голямото превъзходство на испанците. И до днес Испания оспорва правото на Обединеното кралство да владее това място.